# Among the Sleep
Among the Sleep – gra komputerowa z gatunku survival horror, wyprodukowana przez studio Krillbite Studio na platformy Windows, OS X, Linux, PlayStation 4 i Xbox One. Została wydana 29 maja 2014 na PC, 10 grudnia 2015 na konsolę PlayStation 4, 3 czerwca 2016 na Xbox One oraz 29 maja 2019 na Nintendo Switch. Gracz przejmuje kontrolę nad dwuletnim dzieckiem szukającym swojej matki.

## Fabuła
Akcja gry rozpoczyna się od sceny drugich urodzin bohatera. W następnej scenie jego sen w kołysce zostaje zakłócony pukaniem do drzwi i kłótnią z jakimś mężczyzną. Protagonista wyrusza na poszukiwania matki. Bujna wyobraźnia dziecka sprawia, że otoczenie staje się surrealistyczne. Z poszczególnych lokacji można uciec jedynie przez odnajdywanie wspomnień. Są one prawdziwymi miejscami, w jakich przyszło przebywać chłopcu, jednak zupełnie odmienionymi jego wyobraźnią. Jedyną przyjazną postacią w grze jest pluszowy miś – Teddy.
Gra przedstawia smutek i lęk, jakiego doświadcza dziecko będące ofiarą przemocy. Pod koniec gry okazuje się, że poszukiwana przez chłopca matka jest alkoholiczką. W ostatniej scenie bohater wychodzi na dwór, jednak po wejściu w drzwi ukazuje się jedynie biały ekran i głos jego ojca, identyczny z głosem Teddiego. Potwory, jakie napotkał malec na swej drodze przedstawiają w istocie jego matkę w różnych stanach. Temat uzależnienia od alkoholu nie jest nowy w grach komputerowych, podejmuje go m.in. Papo & Yo.

## Rozgrywka
Gracz obserwuje wydarzenia z perspektywy pierwszej osoby. Ze względu na wiek bohatera, mechanika gry jest nieco nietypowa. Chodzenie jest wolniejsze od raczkowania, za to dłuższy bieg skutkuje przewróceniem się. Podczas chodzenia obraz na ekranie kołysze się. Celem wejścia na wyższe poziomy można przestawiać przedmioty, jak krzesła, i wspinać się po nich, czy też po wysuniętych szufladach. Pluszowy miś dziecka pełni rolę latarki. Ukończenie gry zajmuje około 2–3 godzin.

## Odbiór gry
Among the Sleep spotkała się z mieszanymi reakcjami recenzentów, uzyskując w wersji na PC wg serwisu Metacritic średnią z ocen wynoszącą 66/100 punktów.